# セイムトゥー
株式会社セイムトゥーは、東京都千代田区に本社を置く、イベント企画・運営企業、クリエイティブ企業、広告代理店である。

## 概要
1982年（昭和57年）に、株式会社日本総合美容研究所として設立。1984年に現社名に変更した。日本国内でのスポーツや文化イベントの企画、設営、運営をワンストップで行っている。これまでに、スポーツイベントでは、日本大相撲トーナメント、全国高校サッカー選手権大会、「CLUB GIANTS」（読売ジャイアンツファンクラブ）、福岡マラソンなどに携わっている。また、そのほかのイベントでは、NHKの公開番組、九州・沖縄サミットG8首脳歓迎レセプションステージイベントに携わっている。
イベント関連以外の事業では、動画コンテンツやプレミアム・OEM商品の企画開発、広告代理店業務などに携わっている。

## 沿革
- 1982年（昭和57年）6月 - 株式会社日本総合美容研究所として設立。
- 1984年（昭和59年）5月 - 株式会社セイムトゥーに社名変更、事務所を東京都港区赤坂に設置。
- 1995年（平成7年） -	株式会社セイムトゥーインターナショナルに登記変更。
- 1996年（平成8年） -	本社を東京都千代田区永田町に移転。
- 2002年（平成14年）-	本社を東京都港区六本木に移転。
- 2004年（平成16年）7月 - 関連会社の株式会社セイムトゥーインターナショナルと合併、資本金を5,100万円に増資。
- 2005年 （平成17年）3月 - ISMS（ISO27001）認証取得。
- 2005年（平成17年）4月 -	東京都公安委員会認定警備業資格取得。
- 2012年（平成24年）3月 - 特定建設業として東京都知事許可取得。
- 2014年（平成26年）3月 - 事務所を東京都千代田区永田町に移転。
- 2017年（平成29年）4月 - 福岡市中央区に九州営業所開設。

## 不祥事

### 東京五輪テスト大会の入札での談合
同社は、2020年東京オリンピックの水泳競技に、大会開催前の2019年12月から開催期間中の2021年8月まで携わっていたが、大会終了から1年以上が経った2022年秋に、2018年に実施されたテスト大会計画立案業務で、同社および広告代理店数社などが談合し、不正に入札価格を上げ、私的独占の禁止及び公正取引の確保に関する法律（独占禁止法）に違反しているという疑惑が浮上した。同社については、東京辰巳国際水泳場（東京都江東区）などでのテスト大会2件（合計約6500万円）での不正入札疑惑がある。これを受け、2022年11月28日、東京地検特捜部は同社に家宅捜索に入った。
このテスト大会の入札談合については、セイムトゥーのほか、電通、博報堂、ADKホールディングス、東急グループの東急エージェンシーなどの広告代理店各社とそのグループ会社、フジ・メディア・ホールディングスグループの番組制作会社であるフジクリエイティブコーポレーション、セイムトゥーの同業他社であるイベント運営会社のセレスポ、その他下請企業数社も東京地検特捜部と公正取引委員会による家宅捜索を受けている。2023年2月28日、東京地検特捜部は同社など法人6社と同社社長や元大会組織委員会大会運営局次長など7人を独占禁止法違反の罪で起訴した。
なお、2020年東京五輪においては、2022年夏に、大会組織委員会から広告代理店業務を一任された電通から再受託を受けた広告代理店の大広やADKホールディングスなどが、みなし公務員である大会組織委員会理事に多額の金銭を支払っていたことが発覚。2022年9月以降、大広やADKホールディングスといった広告代理店の幹部が次々と逮捕されている。
2025年6月23日、公正取引委員会は電通グループや博報堂、セイムトゥーなど8社の独占禁止法違反（不当な取引制限）を認定し、再発防止を求める排除措置命令を出した。うち7社に総額約33億円の課徴金納付を命じた。うち、セイムトゥーの課徴金額は8875万円。